# 横山常隆
横山 常隆（よこやま つねたか、? - 慶長13年（1608年））は、安土桃山時代から江戸時代初期にかけての武将。前田氏の家臣。加賀八家横山家初代・横山長隆の4男、同第2代・横山長知の弟。

## 生涯
初名は六郎、通称は左兵衛。加賀八家の一つで金沢城代などを務めた横山家の一族のうち常隆流の祖。越中守山で前田利長に仕え、初め300石、後に加増され2800石を知行。慶長13年（1608年）に前田家中の浅岡堅物の乱心により斬りかかられ深手の傷を負い、同年に病死。嫡子・長茂が2000石、次男・長泰が800石を相続。

## 系譜
- 父：横山長隆（通称 半喜）
- 母：杉弥左衛門娘[2]
- 正室：岩田市右衛門娘
- 男子：横山長茂（通称 左近）
- 男子：横山長泰 （通称 三左衞門）
- 男子：横山九十郎（早世）
- 女子：氏名不詳。兄・長泰の養子となり、婿養子を迎えて長泰流を継ぐ。